# Romana
Romana település Olaszországban, Szardínia régióban, Sassari megyében. Lakosainak száma 480 fő (2023. január 1.). Romana Cossoine, Monteleone Rocca Doria, Padria, Thiesi és Villanova Monteleone községekkel határos.

## Népesség
A település lakossága az elmúlt években az alábbi módon változott:
| Lakosok száma | 543  | 538  | 480  |
|               | 2017 | 2018 | 2023 |